# Nicotinamide
Le nicotinamide, aussi connu sous le nom de niacinamide, est un dérivé de l'acide nicotinique. Le nicotinamide est une vitamine hydrosoluble et fait partie du groupe de vitamines B. L'acide nicotinique, aussi connu sous le nom de niacine, est converti en nicotinamide in vivo. Bien que les deux aient les mêmes fonctions en tant que vitamines, le nicotinamide n'a pas les effets pharmacologiques et toxiques de la niacine. Ainsi le nicotinamide ne réduit pas le taux de cholestérol. Le nicotinamide pourrait être toxique pour le foie à des doses dépassant 3 g/jour pour les adultes. Modérément toxique par ingestion, voies intraveineuses, intrapéritonéale et sous-cutanée. Lorsqu'il est chauffé jusqu'à décomposition, il émet des fumées toxiques de NOx.

## Usages en cosmétologie
- Certaines informations devraient être mieux reliées aux sources mentionnées dans la bibliographie ou les liens externes. Améliorez sa vérifiabilité en les associant par des références. (Marqué depuis novembre 2024)
- Sa forme n'est pas encyclopédique et ressemble trop à un catalogue de vente, une plaquette publicitaire ou une offre commerciale. Pour remédier à cela, vous pouvez modifier l'article en adoptant un ton neutre et encyclopédique, notamment grâce à des sources secondaires indépendantes et de qualité qui analysent le sujet. (Marqué depuis novembre 2024)

Le niacinamide est aussi un ingrédient largement utilisé en cosmétique pour ses nombreux bienfaits pour la peau. Il est particulièrement apprécié pour son efficacité à améliorer le teint et la texture cutanée, ce qui en fait un choix privilégié pour traiter l'hyperpigmentation, les rougeurs et le teint irrégulier. Il agit en inhibant le transfert de mélanine dans les cellules de la peau, contribuant ainsi à unifier le teint et à réduire l'apparence des taches sombres. De plus, il possède des propriétés anti-inflammatoires et hydratantes, renforçant la barrière cutanée et améliorant l'éclat global de la peau.

## Divers
Le nicotinamide fait partie de la liste des médicaments essentiels de l'Organisation mondiale de la santé (liste mise à jour en avril 2013).